# Centru, Târgu Mureș
Centrul (în maghiară Belváros sau Központ) reprezintă principala zonă culturală, financiară, administrativă și comercială a municipiului Târgu Mureș. Acest perimetru este delimitat de patru mari piețe care formează un triunghi, Piața Victoriei, Piața Trandafirilor (în maghiară Rózsák tere sau Főtér), Piața Teatrului (în maghiară Színház tér) și Piața Bolyai (în maghiară Bolyai tér).

## Istorie

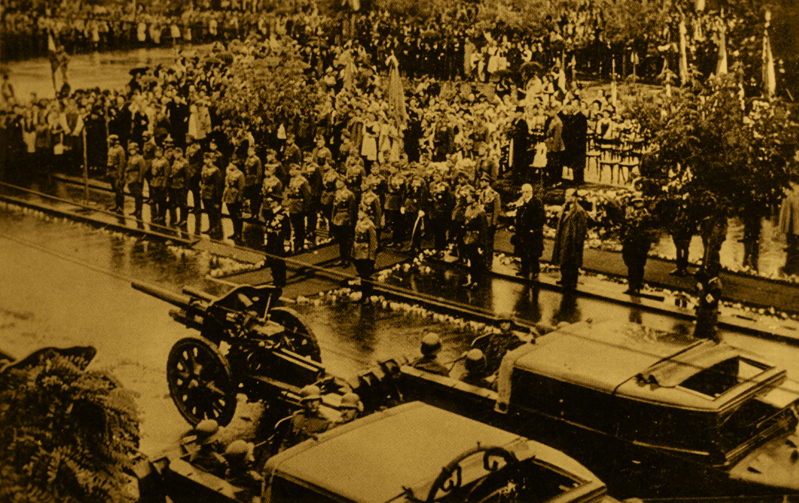
Sărbătoarea din centrul orașului dedicată încheierii Tratatului de la Viena

După încheierea la 30 august 1940 a Dictatului de la Viena, prin care România a cedat Ungariei partea de nord-vest a Transilvaniei, clopotele bisericilor maghiare din centrul orașului au fost trase în semn de sărbătoare. Manifestațiile principale au avut loc cinci zile mai târziu, la 15 septembrie, când locuitorii maghiari din oraș au așteptat în Piața Trandafirilor sosirea trupelor din Szekszárd, în frunte cu Vilmos Nagy. Miklós Horthy a fost prezent în 16 septembrie 1940 la manifestațiile principale din centrul orașului. 
La mitingul desfășurat în 21 decembrie 1989, în piața centrală a orașului au participat câteva mii de persoane. A fost organizată o tribună populară, la care diferiți revoluționari și-au exprimat nemulțumirile față de regimul comunist. În timpul evenimentelor au existat conflicte între armată și revoluționari, urmate de schimburi de focuri, mai mulți oameni fiind răniți. Cu acest prilej, au decedat Adrian Hidoș, Károly Pajka, Ilie Muntean, Sándor Bodoni și Ernő Tamási, din rândul revoluționarilor, precum și Adrian Mare, András Puczi și Szilárd Takács, din rândul militarilor.
Conflictul interetnic de la Târgu Mureș s-a concretizat în confruntări grave care au avut loc între 19 martie și 21 martie 1990 mai ales în centrul orașului, în Piața Trandafirilor și la început în strada Bolyai de lângă clădirea Uniunii Democrate Maghiare din România.

## Locuri

### Cetatea medievală
Cetatea se află pe o suprafață de 3,5 hectare din centrul localității. Ansamblul cetății se datează din secolul al XV-lea sub formă de incintă fortificată cu 7 bastioane unite prin ziduri. În interiorul fortificației se găsește Biserica Reformată din Cetate și Muzeul de Istorie și Arheologie. Bastioanele fac parte din sistemul de fortificație a cetății medievale din Târgu Mureș fiind construite și administrate de breslele orașului liber regesc. Breslele au fost asociațiile profesionale și voluntare de meșteșugari aparținând unei meserii care au apărut în Evul Mediu după modelul localităților din Transilvania și au funcționat în incinta cetății până la ocuparea de armata austriacă.

### Biserici, lăcașuri de cult
- Biserica Bob
- Biserica Buna Vestire
- Biserica evanghelică
- Biserica Înălțarea Domnului
- Biserica minoriților
- Biserica romano-catolică Sfântul Ioan Botezătorul
- Biserica reformată din cetate
- Biserica reformată mică
- Biserica unitariană din Piața Bolyai
- Capela cimitirului reformat
- Sinagoga Status Quo Ante
- Turnul franciscanilor

### Clădiri
- Palatul Culturii
- Prefectura din Târgu Mureș
- Biblioteca Teleki-Bolyai
- Palatul Apollo
- Casa Teleki
- Casa Gőrőg
- Casa Bányai
- Casa Köpeczi
- Casa cu Arcade
- Curtea de Apel

### Muzee
- Muzeul de Artă
- Muzeul Bolyai
- Muzeul de Etnografie și Arta Populară
- Muzeul de Arheologie și Istorie
- Muzeul de Științele Naturii
- Atelierul și Muzeul Petry[3]
- Colecția de pietre funerare vechi din cimitirul reformat
- Expoziția despre istoricul parohiei din Biserica reformată mică[4]
- Muzeul de Artă Ecleziastică în galeria Bisericii romano-catolice Sfântul Ioan Botezătorul[5]
- Muzeul Evreiesc lângă Sinagoga Status Quo Ante[6]

### Busturi, compoziții nonfigurative, statui și reliefuri
- Bustul lui Béla Bartók
- Bustul lui Tamás Borsos (Bastionul porții)
- Bustul lui Jean Calvin (Cetatea)
- Bustul lui Gáspár Károli (Cetatea)
- Bustul principelui Ferenc Rákóczi al II-lea (Bulevardul Cetății)
- Bustul episcopului Áron Márton (curtea Bisericii Sfântul Ioan Botezătorul)
- Bustul lui István Szentgyörgyi (Universitatea de Arte)
- Compozițiile nonfigurative: Pseudosphaera (Piața Bolyai); Tragedia și comedia, Geneza, Muze (Muzica, Dans, Poezia), Sărbătoarea, Scoica (Piața Trandafirilor)
- Monumentul celor doi Bolyai (Piața Bolyai)
- Statuia lui György Aranka (Strada Aurel Filimon)
- Statuia lui György Bernády (Piața Petőfi)
- Statuia principelui Gábor Bethlen (Piața Trandafirilor)
- Statuia lui Emil Dandea (Piața Victoriei)
- Statuia lui Avram Iancu (Piața Trandafirilor)
- Statuia lui Sándor Kőrösi Csoma (Bulevardul Cetății)
- Statuia lui Sándor Petőfi (Strada Călărașilor)
- Statuia Lupoaicei (Piața Victoriei)
- Reliefele Palatului Culturii
- Relieful „Attila, Transilvania și Ungaria” pe fațada Muzeului de Științele Naturii
- Macheta cetății (Cetatea)